# Уго Несполо

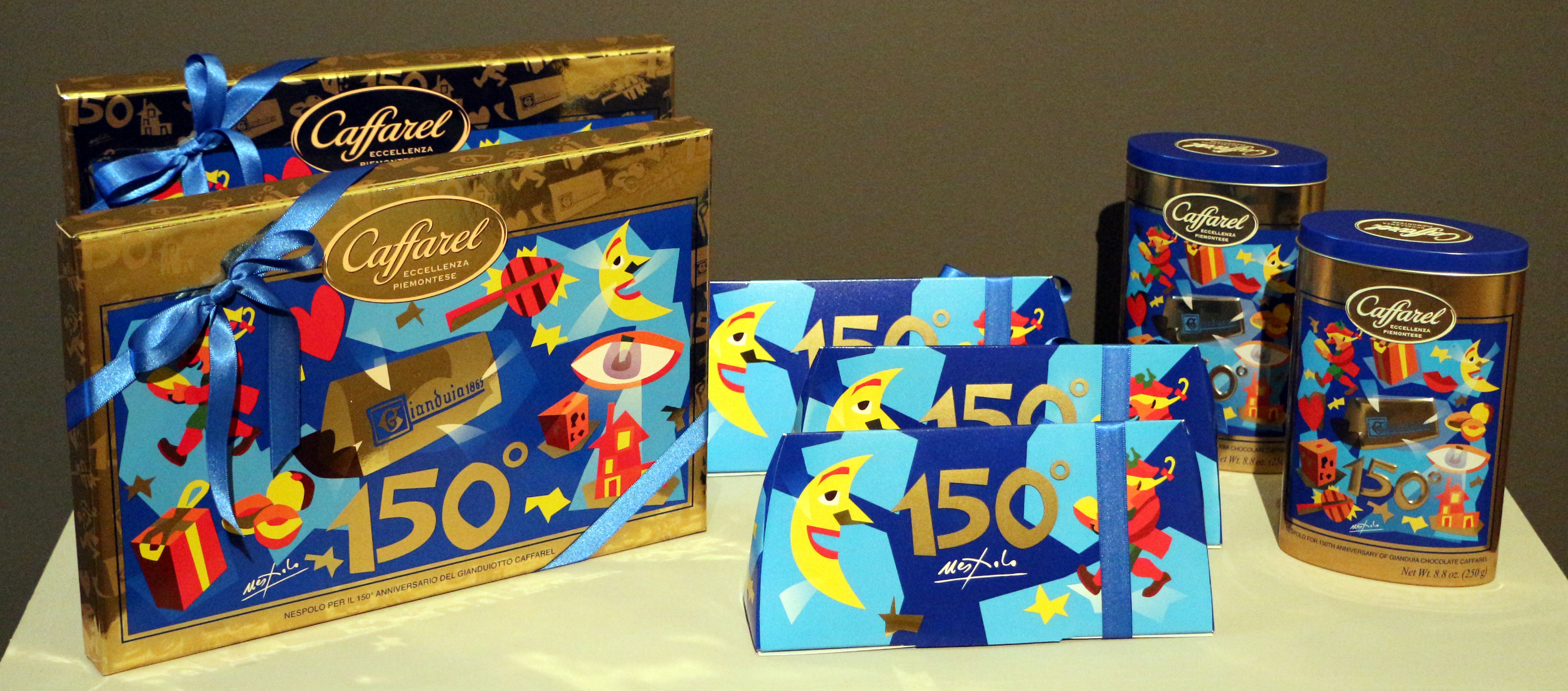
Упаковка к 150-летию кондитерской компании Gianduiotto, 2015

Уго Несполо (итал. Ugo Nespolo; 29 августа 1941, Моссо, провинция Биелла, Пьемонт, Италия) — итальянский художник и скульптор.

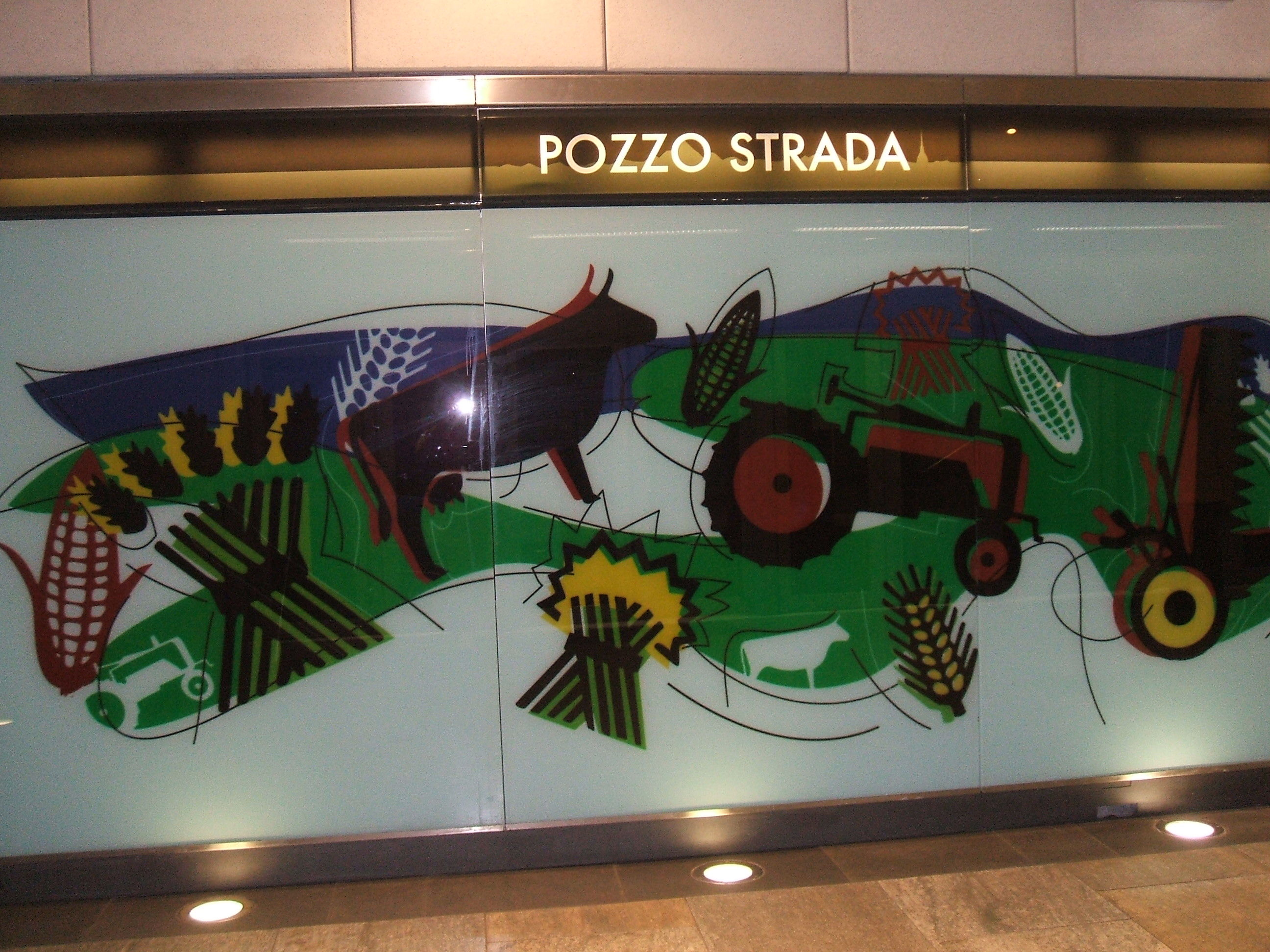
Оформление станции метро Pozzo Strada в Турине

## Биография
Окончил Академию Альбертина в Турине. Позже получил степень в области современной литературы в Университете Турина, защитив диссертацию по семиотике.
Дебютировал в 1960-х годах, на его творчество оказал влияние поп-арт, ставший популярным в Италии в то время, концептуальное искусство, Арте повера и Fluxus.
В 1980-х годах жил в Нью-Йорке и в своих произведениях часто обращался к образу этого города.
Известность ему принесли работы, связанные с экспериментальным кино, экспонируемые в музеях США, Европы (например, Музее современного искусства в Филадельфии, Центре Помпиду в Париже). За сорок лет карьеры участвовал в съёмках около двадцати фильмов.
Уго Несполо, ставший на родине классиком, пробовал себя в станковом искусстве, скульптуре, обращается к декоративно-прикладному искусству, стеклодувстве, оформляет театральные постановки (например, оперу Турандот в Гранд Опера Стамфорда (Коннектикут, США), балет «Дон-Кихот» в Римском оперном театре и др.), телепередачи, работает в области рекламы.
Любит экспериментировать в разных техниках необычными материалами — со слоновой костью, чёрным деревом, фарфором, серебром, перламутром. Очень необычны его мозаики из лакированного дерева, инкрустации и вышивки.